# Long Thới, Chợ Lách
Long Thới là một xã thuộc huyện Chợ Lách, tỉnh Bến Tre, Việt Nam.
Xã Long Thới có diện tích 23,19 km², dân số năm 1999 là 15403 người, mật độ dân số đạt 664 người/km².

## Địa lý
Xã Long Thới nằm ở phía đông huyện Chợ Lách, có vị trí địa lý:
- Phía bắc giáp huyện Châu Thành (qua sông Hàm Luông)
- Phía nam giáp xã Tân Thiềng
- Phía tây giáp xã Hòa Nghĩa
- Phía đông giáp xã Phú Sơn
- Phía đông nam giáp xã Vĩnh Thành.